# Voile aux Jeux olympiques d'été de 2012
Pour des articles plus généraux, voir Voile aux Jeux olympiques et Jeux olympiques d'été de 2012.
Navigation
Pékin 2008 Rio de Janeiro 2016
Les compétitions de voile aux Jeux olympiques d'été de 2012 se déroulent du 28 juillet au 11 août 2012.

## Site des compétitions
Les régates ont été courues sur les sites de Weymouth et de l'Île de Portland en Angleterre.

## Calendrier
| C | Course | RR | Round Robin | CL | Course de classement | CM | Course à la médaille |

| Épreuve↓/Date →     | Dim 29 | Lun 30 | Mar 31 | Mer 1 | Jeu 2 | Ven 3 | Sam 4 | Dim 5 | Lun 6 | Mar 7 | Mer 8 | Jeu 9 | Ven 10 | Sam 11 |
| ------------------- | ------ | ------ | ------ | ----- | ----- | ----- | ----- | ----- | ----- | ----- | ----- | ----- | ------ | ------ |
| Finn hommes         | C      | C      | C      |       | C     | C     |       | CM    |       |       |       |       |        |        |
| Laser hommes        |        | C      | C      | C     |       | C     | C     |       | CM    |       |       |       |        |        |
| 470 hommes          |        |        |        |       | C     | C     | C     |       | C     | C     |       | CM    |        |        |
| 49er hommes         |        | C      | C      | C     | C     | C     |       | C     | C     |       | CM    |       |        |        |
| Star hommes         | C      | C      | C      |       | C     | C     |       | CM    |       |       |       |       |        |        |
| RS:X hommes         |        |        | C      | C     | C     |       | C     | C     |       | CM    |       |       |        |        |
| 470 femmes          |        |        |        |       |       | C     | C     | C     |       | C     | C     |       | CM     |        |
| Elliott 6 m femmes  | RR     | RR     | RR     | RR    | RR    |       | RR    |       |       | CL    | CL    | CL    | CL     | CM     |
| RS:X femmes         |        |        | C      | C     | C     |       | C     | C     |       | CM    |       |       |        |        |
| Laser Radial femmes |        | C      | C      | C     |       | C     | C     |       | CM    |       |       |       |        |        |

## Voiliers olympiques
Le catamaran Tornado n'est pas retenu pour ces Jeux. L'Elliott 6m, légèrement redessiné en vue de ces jeux, retire son statut olympique au Yngling pour une nouvelle épreuve de Match racing féminin. Le dériveur Laser et la planche à voile RS:X se déclinent en deux voilures différentes pour les épreuves hommes et femmes.

RS:X et RS:X dames - Laser et Laser radial dames - Finn - 470 - 49er - Elliott 6m - Star

## Épreuves au programme
Dix épreuves de voile, au lieu de onze en 2008, sont au programme de ces Jeux olympiques. Lors de l' ISAF Annual Conference 2008 , le Conseil de l'ISAF réuni le 14 novembre 2008 à Madrid, a décidé des épreuves de voile aux Jeux olympiques de 2012 :

### Hommes
- dériveur en solitaire (Men’s One Person Dinghy) : Laser (Laser Standard)
- dériveur lourd en solitaire (Men’s One Person Dinghy Heavy) : Finn
- dériveur à deux équipiers (Men’s Two Person Dinghy) : 470
- dériveur haute performance à deux équipiers (Men’s Two Person Dinghy High Performance) : 49er
- planche à voile (Men’s Windsurfer) : RS:X
- quillard (Men’s Keelboat) : Star

### Femmes
- dériveur en solitaire (Women’s One Person Dinghy) : Laser Radial
- dériveur à deux équipières (Women’s Two Person Dinghy) : 470
- quillard de Match racing (Women’s Keelboat Match Racing) : Elliott 6m
- planche à voile (Women’s Windsurfer) : RS:X

## Épreuves de qualification olympiques
Les championnats du monde 2011 (à Perth du 8 au 12 décembre 2011) pour 75 % des places et 2012 (à Cadix en mars 2012) pour 25 % des places sont les deux épreuves déterminantes pour désigner les nations qualifiées pour les régates olympiques. Les pays déjà qualifiés et le nombre de places restantes sont indiqués ci-dessous.

### Hommes
| Compétitions    | Championnats du monde 2011 | Championnats du monde 2012 | Pays organisateur | Total |
| --------------- | -------------------------- | -------------------------- | ----------------- | ----- |
| Planche à voile | 28 places                  | 9 places                   | Royaume-Uni       | 38    |
| Laser           | 35 places                  | 12 places                  | Royaume-Uni       | 48    |
| Finn            | 18 places                  | 6 places                   | Royaume-Uni       | 25    |
| 470             | 19 places                  | 7 places                   | Royaume-Uni       | 27    |
| 49er            | 14 places                  | 5 places                   | Royaume-Uni       | 20    |
| Star            | 11 places                  | 4 places                   | Royaume-Uni       | 16    |

### Femmes
| Compétitions    | Championnats du monde 2011 | Championnats du monde 2012 | Pays organisateur | Total |
| --------------- | --- | -------------------------- | ----------------- | ----- |
| Planche à voile | 20 places : Australie Belgique Brésil Bulgarie Canada Chine Espagne Finlande France Allemagne Hong Kong Israël Italie Japon Norvège Nouvelle-Zélande Pologne Ukraine -                                                                  | 7 places                   | Royaume-Uni       | 28    |
| Laser Radial    | 29 places : Argentine Australie Belgique Biélorussie Brésil Canada Chine Croatie Tchéquie Danemark Espagne Finlande France Allemagne Irlande Israël Italie Lituanie Mexique Pays-Bas Nouvelle-Zélande Suisse Suède Turquie États-Unis - | 9 places                   | Royaume-Uni       | 35    |
| 470             | 14 places | 5 places                   | Royaume-Uni       | 20    |
| Elliott 6 m     | 8 places : Russie États-Unis - | 3 places                   | Royaume-Uni       | 12    |

## Résultats

### Podiums

#### Hommes
| Épreuve                   | Or                                      | Argent                                       | Bronze                                      |
| ------------------------- | --------------------------------------- | -------------------------------------------- | ------------------------------------------- |
| RS:X résultats détaillés  | Dorian van Rijsselberghe (NED)          | Nick Dempsey (GBR)                           | Przemysław Miarczyński (POL)                |
| Laser résultats détaillés | Tom Slingsby (AUS)                      | Pávlos Kontídis (CYP)                        | Rasmus Myrgren (SWE)                        |
| Finn résultats détaillés  | Ben Ainslie (GBR)                       | Jonas Høgh-Christensen (DEN)                 | Jonathan Lobert (FRA)                       |
| 470 résultats détaillés   | Australie Mathew Belcher Malcolm Page   | Grande-Bretagne Stuart Bithell Luke Patience | Argentine Lucas Calabrese Juan de la Fuente |
| 49er résultats détaillés  | Australie Iain Jensen Nathan Outteridge | Nouvelle-Zélande Peter Burling Blair Tuke    | Danemark Peter Lang Allan Nørregaard        |
| Star résultats détaillés  | Suède Fredrik Lööf Max Salminen         | Grande-Bretagne Iain Percy Andrew Simpson    | Brésil Robert Scheidt Bruno Prada           |

#### Femmes
| Épreuve                          | Or                                                   | Argent                                            | Bronze                                              |
| -------------------------------- | ---------------------------------------------------- | ------------------------------------------------- | --------------------------------------------------- |
| RS:X résultats détaillés         | Marina Alabau (ESP)                                  | Tuuli Petäjä (FIN)                                | Zofia Klepacka (POL)                                |
| Laser Radial résultats détaillés | Xu Lijia (CHN)                                       | Marit Bouwmeester (NED)                           | Evi Van Acker (BEL)                                 |
| 470 résultats détaillés          | Nouvelle-Zélande Jo Aleh Olivia Powrie               | Grande-Bretagne Saskia Clark Hannah Mills         | Pays-Bas Lobke Berkhout Lisa Westerhof              |
| Elliott 6m résultats détaillés   | Espagne Tamara Echegoyen Ángela Pumariega Sofía Toro | Australie Lucinda Whitty Nina Curtis Olivia Price | Finlande Mikaela Wulff Silja Kanerva Silja Lehtinen |

### Tableau des médailles
| Rang  | Nation           | Or | Argent | Bronze | Total |
| ----- | ---------------- | -- | ------ | ------ | ----- |
| 1     | Australie        | 3  | 1      | 0      | 4     |
| 2     | Espagne          | 2  | 0      | 0      | 2     |
| 3     | Grande-Bretagne  | 1  | 4      | 0      | 5     |
| 4     | Pays-Bas         | 1  | 1      | 1      | 3     |
| 5     | Nouvelle-Zélande | 1  | 1      | 0      | 2     |
| 6     | Suède            | 1  | 0      | 1      | 2     |
| 7     | Chine            | 1  | 0      | 0      | 1     |
| 8     | Danemark         | 0  | 1      | 1      | 2     |
| 8     | Finlande         | 0  | 1      | 1      | 2     |
| 10    | Chypre           | 0  | 1      | 0      | 1     |
| 11    | Pologne          | 0  | 0      | 2      | 2     |
| 12    | Argentine        | 0  | 0      | 1      | 1     |
| 12    | Belgique         | 0  | 0      | 1      | 1     |
| 12    | Brésil           | 0  | 0      | 1      | 1     |
| 12    | France           | 0  | 0      | 1      | 1     |
| Total | Total            | 10 | 10     | 10     | 30    |